# Jiří Sosna
Jiří Sosna (* 19. ledna 1960 Vimperk, Československo) je bývalý československý a český judista, mistr Evropy z roku 1988 a dvojnásobný účastník letních olympijských her.

## Sportovní kariéra
Je odchovancem českobudějovického juda, kde jej trénovali trenéři František Pirnos a Zdeněk Mátl. V československé reprezentaci se poprvé objevil po olympijských hrách v Moskvě od roku 1981 jako člen banskobystrické Dukly. Po ukončení povinné vojenské služby se připravoval v Praze v klubu Sparta a později jako člen Vysokých škol Praha (dnešní USK) pod vedením Petra Jákla staršího. Od roku 1984 startoval v polotěžké váze do 95 kg, ale o účast na olympijských hrách v Los Angeles ho připravil bojkot zemí východního bloku. Mezi přední evropské judisty se prosazoval od roku 1986. V roce 1988 vybojoval pro Československo první titul mistra Evropy v éře vrcholového sportovního juda. Na olympijských hrách v Soulu ve čtvrtfinále ubránil a na praporky (hantei) zvítězil nad mladým Stéphanem Traineau z Francie. V semifinále však nestačil v boji o úchop na Brazilce Aurélio Miguela a v boji o třetí místo prohrál na body s Britem Dennisem Stewartem a obsadil páté místo. V roce 1991 vybojoval na bronzovou medaili z mistrovství světa, na kterou navázal až po dvaceti letech Lukáš Krpálek. V roce 1992 startoval na olympijských hrách v Barceloně, ale nevyladil optimálně formu a skončil ve druhém kole na Brazilci Aurélio Miguelovi. Vzápětí se rozloučil s reprezentací, do které se krátce vrátil před olympijským rokem 1996. Po skončení sportovní kariéry působil jako instruktor a vedoucí Sportovního klubu policie Praha. V současné době působí v judo Kyklop a ve středu v oddíle Judo Bivoj, kde se věnuje sportovně talentované mládeži.

## Výsledky

### Váhové kategorie
| Turnaj             | 1982    | 1983    | 1984           | 1985           | 1986           | 1987           | 1988           | 1989           | 1990           | 1991           | 1992           |
| Turnaj             | 22      | 23      | 24             | 25             | 26             | 27             | 28             | 29             | 30             | 31             | 32             |
| Turnaj             | střední | střední | polotěžká váha | polotěžká váha | polotěžká váha | polotěžká váha | polotěžká váha | polotěžká váha | polotěžká váha | polotěžká váha | polotěžká váha |
| ------------------ | ------- | ------- | -------------- | -------------- | -------------- | -------------- | -------------- | -------------- | -------------- | -------------- | -------------- |
| Olympijské hry     |         |         | —              |                |                |                | 5.             |                |                |                | úč.            |
| Mistrovství světa  |         | —       |                | úč.            |                | úč.            |                | 5.             |                | 3.             |                |
| Mistrovství Evropy | 7.      | úč.     | 5.             | úč.            | 3.             | 5.             | 1.             | 2.             | —              | 7.             | úč.            |

### Bez rozdílu vah
| Turnaj             | 1982 | 1983 | 1984 | 1985 | 1986 | 1987 | 1988 | 1989 | 1990 | 1991 | 1992 |
| Turnaj             | 22   | 23   | 24   | 25   | 26   | 27   | 28   | 29   | 30   | 31   | 32   |
| ------------------ | ---- | ---- | ---- | ---- | ---- | ---- | ---- | ---- | ---- | ---- | ---- |
| Olympijské hry     |      |      | —    |      |      |      |      |      |      |      |      |
| Mistrovství světa  |      | —    |      | 5.   |      | úč.  |      | úč.  |      | —    |      |
| Mistrovství Evropy | —    | —    | —    | —    | —    | úč.  | —    | —    | —    | —    | —    |